# Königsberger Hartungsche Zeitung

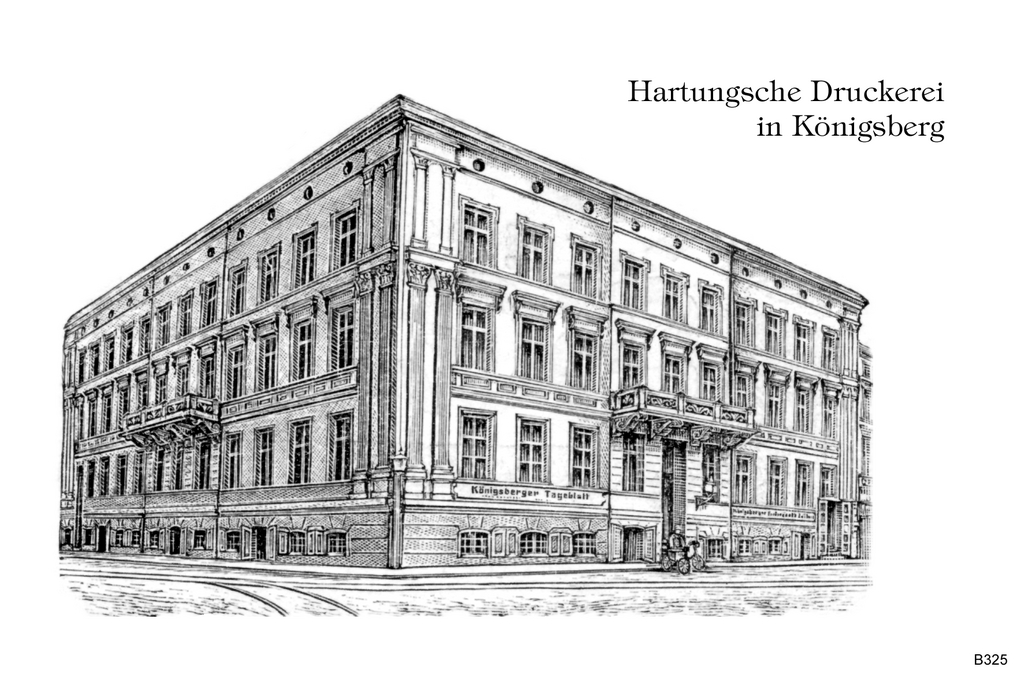
Hartungsches Zeitungshaus bis 1906

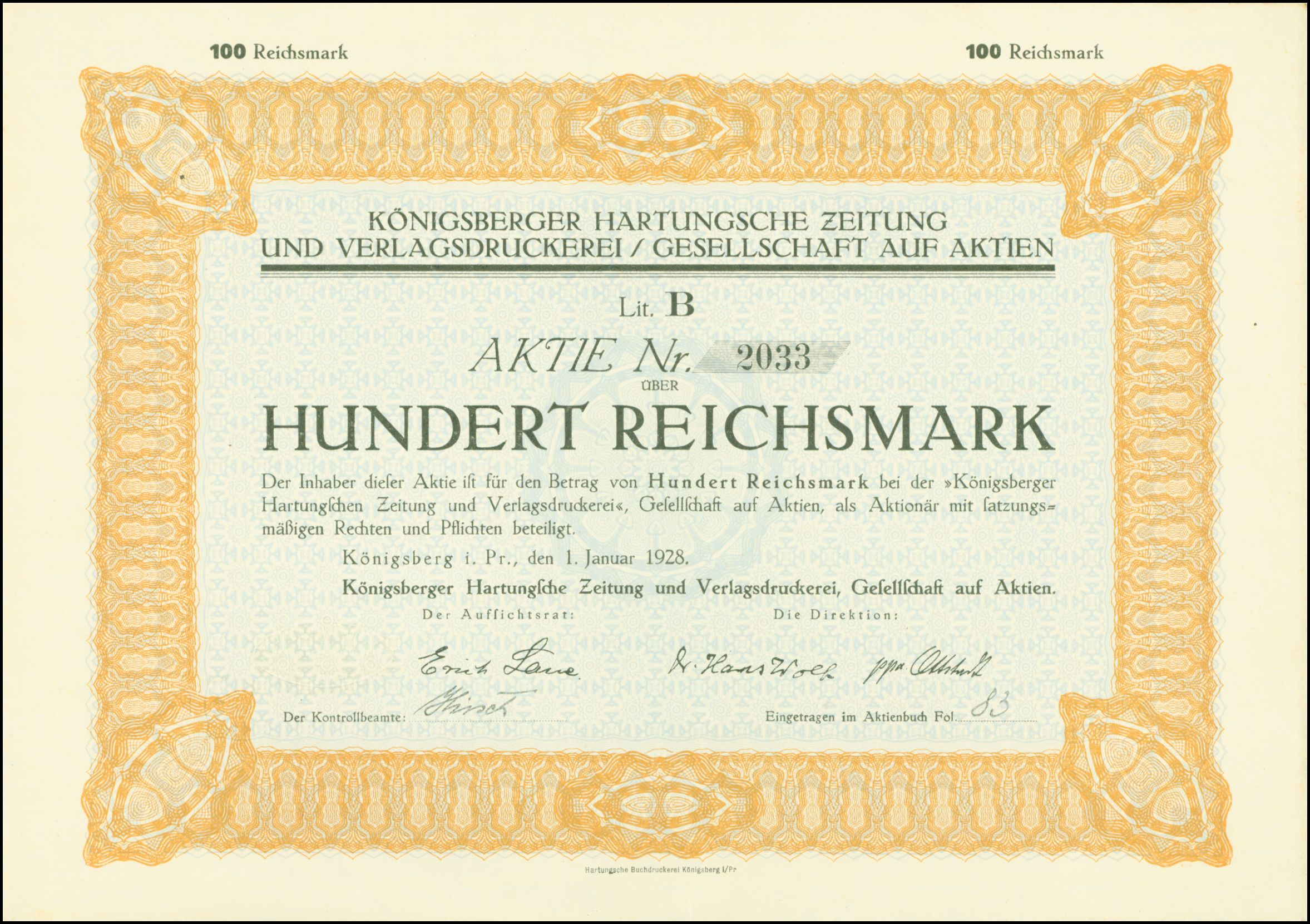
Aktie über 100 RM der Königsberger Hartungsche Zeitung und Verlagsdruckerei vom 1. Januar 1928

Die Königsberger Hartungsche Zeitung war eine der ältesten Zeitungen in Königsberg. Sie erschien von 1660 bis 1933. 

## Geschichte
1640 gründete der Buchdrucker Johann Reußner die Hof- und Akadem. Buchdruckerei in Königsberg. 1660 erhielt er das Privileg, allein eine Zeitung drucken zu dürfen. Diese war eine der ersten Zeitungen in Königsberg und im deutschen Sprachraum.
Von 1709 bis 1740 hieß sie Königlich preußische Fama, dann Königsbergsche Zeitung. 1742 kam sie als Intelligenzblatt in den Besitz des Druckers Johann Heinrich Hartung. Dieser benannte sie 1752 in  Königlich privilegierte preußische Staats-, Kriegs- und Friedenszeitung.
Nachdem dieser Titel ihr 1850 durch Verfügung der Krone Preußen entzogen wurde, nahm sie den Namen Königsberger Hartungsche Zeitung an.
1872 verkaufte der Urenkel des Firmengründers Hermann Hartung seine Anteile und wandelte Verlag und Druckhaus in eine Aktiengesellschaft um. Diese erwarb das Druckerei-, Zeitungs- und Verlagsgeschäft in der Münchenhofgasse 2, Löben, Langgasse 19 und Münchenhofplatz 4/5, nebst allem Zubehör.
1897 wurde das Königsberger Tageblatt als zweite Tageszeitung des Hartungschen Verlages herausgegeben, diese sollte einfachere Leserschichten erreichen. Die Zeitungen standen in dieser Zeit politisch der Deutschen Volkspartei nahe.

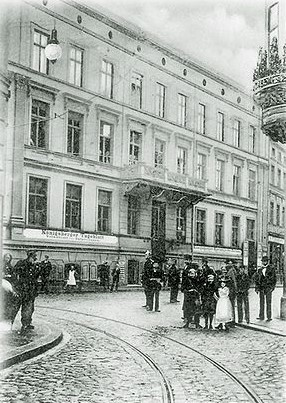
Neues Hartungsches Zeitungshaus am Münchenhof, seit 1906

In den Jahren 1905/06 entstand der Neubau Münchenhofplatz 45.
1930 erfolgte die Inbetriebnahme einer neuen 64-seitigen Rotationsmaschine, zugleich Angliederung einer chemiegraphischen Abteilung.
1933 geriet die Königsberger Hartungsche Zeitung unter stärkeren politischen und wirtschaftlichen Druck und stellte ihr Erscheinen mit der letzten Ausgabe vom 31. Dezember ein. Das Königsberger Tageblatt konnte der Verlag weiter fortführen.

## Persönlichkeiten
Leiter
- Johann Reußner, 1660–
- Johann Heinrich Hartung, 1742–
- Emil Walter, Verlagsleiter 1896–1899
- Franz Steiner, Verlagsleiter 1932[3]

Weitere Mitarbeiter
- Johann Gottlieb Fichte, 1807 Zensor, bis er auf Befehl des preußischen Generals Ernst von Rüchel entlassen wurde
- Ludwig Goldstein, Leiter des Feuilletons bis 1933
- Louis Köhler, Musikkritiker
- Otto Besch, Musikkritiker
- Gustav Dömpke, Musikkritiker
- Erwin Kroll